# Olympische Jugend-Sommerspiele 2018/Teilnehmer (Estland)
| Gelbes Symbol für Goldmedaillen mit stilisierten Olympischen Ringen | Graues Symbol für Silbermedaillen mit stilisierten Olympischen Ringen | Braundes Symbol für Bronzemedaillen mit stilisierten Olympischen Ringen |
| ------------------------------------------------------------------- | --------------------------------------------------------------------- | ----------------------------------------------------------------------- |
| —                                                                   | —                                                                     | 1                                                                       |

Die Jugend-Olympiamannschaft aus Estland für die III. Olympischen Jugend-Sommerspiele vom 6. bis 18. Oktober 2018 in Buenos Aires (Argentinien) bestand aus 23 Athleten.

## Athleten nach Sportarten

### Basketball
| Mädchen - 3x3: 14. Platz - Victoria Vaehi - Johanna Teder Shoot-out: 31. Platz - Janne Pulk Shoot-out: 13. Platz - Martha-Liisa Oinits | Jungen - 3x3: 9. Platz - Jaan Lepp - Kerr Kriisa - Arthur Entsik - Aleksander Hint |

### Bogenschießen
Jungen
- Hendrik Õun
Einzel: 17. Platz
Mixed: 5. Platz (mit Nicole Tagle  Philippinen)

### Karate
Mädchen
- Marta Ossipova
Kumite bis 59 kg: 7. Platz

### Leichtathletik
| Mädchen - Ann Marii Kivikas 200 m: 15. Platz - Marleen Mülla Stabhochsprung: 4. Platz - Annika Kelly Hammerwurf: 7. Platz - Gedly Tugi Speerwurf: 6. Platz | Jungen - Ken-Mark Minkovski 200 m: 14. Platz - Eerik Haamer Stabhochsprung: 4. Platz |

### Ringen
Mädchen
- Viktoria Vesso
Freistil bis 65 kg: 5. Platz

### Rudern
Mädchen
- Greta Jaanson
Einer: Bronze

### Schwimmen
| Mädchen - Aleksa Gold 100 m Freistil: 27. Platz 200 m Freistil: 20. Platz 200 m Rücken: 14. Platz - Margaret Markvardt 50 m Rücken: 22. Platz 200 m Lagen: 27. Platz | Jungen - Ivan Štšeglov 100 m Rücken: 18. Platz 200 m Rücken: 8. Platz - Alex Ahtiainen 50 m Schmetterling: 36. Platz 100 m Schmetterling: 23. Platz |

### Turnen

#### Rhythmische Sportgymnastik
Mädchen
- Adelina Beljajeva
Einzel: 18. Platz
Mixed Silber  (im Team Grün)